# Bailada
La bailada, o bailia, es un tipo de cantiga de amigo destinada al baile. Sigue una estructura paralelística, apropiada para su dramatización por un grupo de doncellas. 
La protagonista o cantadeira entona las principales estrofas, mientras que las restantes doncellas, formando una especie de coro, entonan el estribillo o refrão.
Una de las bailadas más famosas fue compuesta por Airas Nunes: Bailemos nós já todas três, ai amigas.